# Opština Gjorče Petrov
Die Opština Gjorče Petrov (mazedonisch Општина Ѓорче Петров; albanisch Komuna e Gjorçe Petrovit) ist eine der zehn Opštini der nordmazedonischen Hauptstadt Skopje. Sie liegt im nordwestlichen Teil der Stadtgemeinde und wird durch den Vardar und den Lepenac durchflossen. Der Bezirk hatte laut der letzten Volkszählung vom Jahr 2021 44.844 Einwohner. 35.971 davon waren Mazedonier, 1.765 Albaner, 1.266 Serben, 1.068 Roma, 459 Bosniaken, 272 Türken, 156 Aromunen, 531 andere, 27 undeklariert, 18 unbekannt und 3.311 Personen wurden von den Gemeinderegistern gezählt, deren ethnische Zugehörigkeit unbekannt war.